# Національний зразковий театр

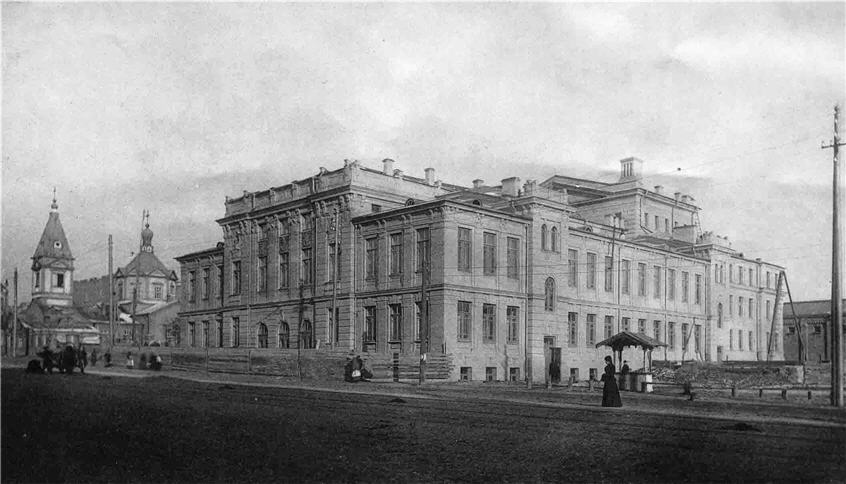
Троїцький народний дім, в якому діяв Національний зразковий театр

Національний зразковий театр (1917–1918) — перший український державний сценічний колектив, створений за ініціативи Товариства «Національний театр» у вересні 1917 року. Працював у Києві в приміщенні Троїцького народного дому і мав власний хор та власний оркестр. Ставив українську та світову класику за участі цілої плеяди блискучих майстрів української сцени.

## Товариство «Національний театр»
Товариство «Національний театр» — творча громадська організація, створена за ініціативи представників української літературно-мистецької громадськості (зокрема, представників Театру Миколи Садовського, Театральної студії, очолюваної Л. Курбасом, Музично-драматичної школи Миколи Лисенка) з метою піднесення художнього рівня українського театрального мистецтва.
Серед членів товариства: актори — М. Садовський, П. Саксаганський, М. Старицька, І. Мар'яненко, М. Орел-Степняк,
Л. Курбас, О. Мишуга, П. Коваленко; письменники — Л. Яновська, О. Косач, С. Васильченко, В. Самійленко, О. Олесь, М. Вороний, художники — М. Бурачек, В. Кричевський, М. Жук, Ф. Балавенський, композитор — О. Кошиць та ін.
За ініціативи цього товариства 25 квітня 1917 на установчих зборах Комісії щодо Українського Національного Театру було прийняте рішення про необхідність створення зразкового національного театру, який мав отримати статус державного при уряді Української Центральної Ради. Протягом червня 1917 був створений проект репертуару і складу трупи нового театру. У липні 1917 укладено угоду між Генеральним секретарством народної освіти Центральної Ради і Київською міською думою про оренду приміщення Троїцького народного дому для потреб театру. Наприкінці липня 1917 для організації театру Комітет отримав від уряду позику в 20.000 карбованців.
14 вересня 1917 Національний зразковий театр показав свою першу виставу.
У грудні 1917 Товариство «Національний театр» самоліквідувалося. У липні 1918 припинив діяльність і Національний зразковий театр, на базі якого виник Народний театр на чолі з П. Саксаганським.

## Колектив Національного зразкового театру
Режисерами театру були призначені І. Мар'яненко і Г. Раєвський, завідувачем літературною частиною М. Вороний, завідувачем музичною частиною В. Верховинець., художником С. Худяков.
Трупу укомплектували акторами Театру М. Садовського, трупи І. Мар'яненка, театральною молоддю.
Провідні актори: Д. Антонович, Ф. Левицький, І. Замичковський, П. Коваленко, М. Петлішенко, Г. Маринич, Г. Борисоглібська, Л. Гаккебуш, Л. Ліницька , К. Лучицька, І. Єфименко, С. Каргальський, Є. Доля, О. Полянська, Г. Пелашенко, Н. Горленко, В. Онацька та ін.
Також театр мав свій власний хор і оркестр.

## Репертуар
- «Оборона Буші» М. Старицького
- «Тартюф» Ж. Б. Мольєра
- «Вогні Іванової ночі» Г. Зудермана
- «Хуртовина» С. Черкасенка
- «У Гейхан-Бея» В. Самійленка (режисер М. Орел-Степняк)
- «Повстання Мари» В. Винниченка
- «Гетьман Дорошенко» Л. Старицької-Черняхівської

та ін.